# Portada/article maig 9

## Croada contra la Corona d'Aragó
La Croada contra la Corona d'Aragó va ser un conflicte bèl·lic que va durar del 1283 al 1285. La Croada fou declarada pel Papa Martí IV contra Pere el Gran, per la seva intervenció en els afers sicilians en contra de la voluntat papal. La major part del conflicte es desenvolupà en terres catalanes, tot i que els primers episodis van succeir a la frontera navarroaragonesa. Com a venjança, els catalans van atacar Mallorca i Occitània.
Pere el Gran va haver de lluitar contra el poderós exèrcit croat que donava suport a Felip III de França, fonamentalment compost per tropes del Regne de França, Regne de Mallorca i la República de Gènova únicament amb les tropes catalanes i valencianes, sense poder comptar amb la noblesa del Regne d'Aragó, que va abstenir-se de participar en el conflicte.